# RER métropolitain de Nantes
Le Réseau express régional métropolitain de Nantes, parfois abrégé en « RER métropolitain de Nantes », est un réseau de transport ferroviaire en étoile en construction autour de Nantes, qui doit être progressivement mis en service d'ici 2030, notamment par la modernisation du nœud ferroviaire de Nantes et la création d'un arrêt permettant de desservir l'aéroport de Nantes-Atlantique et cofinancé par la région Pays de la Loire, l'État et Nantes Métropole,.

## Histoire

### Décisions
Le 28 novembre 2021, le nouveau terminus technique de la gare d'Ancenis, soit une voie supplémentaire et un nouveau quai, sont mis en service, permettant d'accueillir un nombre plus important de trains, soit 4 à 5 allers-retours en plus entre Nantes et Ancenis, première étape du RER nantais,.
Le 16 novembre 2023, le ministre délégué chargé des Transports Clément Beaune signe le contrat de plan État-Région 2023-2027 sur invitation de la présidente de Région Christelle Morançais, et qui prévoit près d'un milliard d’euros d'investissements de l'État, de la Région et collectivités pour les mobilités dans la région Pays de la Loire, dont 101,4 millions d'euros seront consacrés au RER métropolitain de Nantes,,,. Le projet de RER métropolitain de Nantes prévoit un train toutes les heures en heures creuses et toutes les 30 minutes aux heures de pointe, ainsi qu'une meilleure accessibilité des gares du réseau. Le CPER inclut également la création d'une halte permettant de desservir l’aéroport de Nantes-Atlantique ainsi que la mise en accessibilité des gares du réseau pour un investissement de 12 millions d'euros, dont notamment les gares de Mauves-sur-Loire et Couëron, intégrées au SERM.
Le 26 février 2025, les 13 collectivités concernées par le projet se réunissent pour un premier comité de pilotage, avec pour objectif annoncé de définir une feuille de route d’ici janvier 2026. Cette feuille de route devrait prévoir les services de transports à mettre en œuvre, une évaluation socio-économique et environnementale du projet, un chiffrage des coûts d’investissement dans les infrastructures et le matériel roulant et des futurs coûts d’exploitation, une présentation du financement envisagé, un calendrier, ainsi que les modalités de gouvernance.
En juin 2025, les écologistes nantais proposent, dans le cadre des élections municipales de 2026, la création de deux premières lignes du RER métropolitain d'ici 2028, sans toutefois préciser les itinéraires concernés.

### Financement
À l'issue de la signature du contrat de plan État-Région 2023-2027, le financement se répartit entre l'État, la Région, et la métropole de la manière suivante sur les 101,4 millions d'euros consacrés au SERM : 53,68 millions d'euros de l’État, 22,45 millions d'euros de Nantes Métropole, 17,27 millions d'euros de la Région et 8,1 millions d'euros de SNCF Réseau.

## Réseau

### Lignes actuelles
Au 23 février 2024, le réseau express régional métropolitain se compose des six liaisons ferrées radiales, dont aucune n'est diamétralisée.
- Ligne 1 : Nantes ↔ Saint-Nazaire via Savenay ;
- Ligne 5 : Nantes ↔ Ancenis, via Mauves-sur-Loire ;
- Ligne 10 : Nantes ↔ Pornic, via Sainte-Pazanne ;
- Ligne 11 : Nantes ↔ Saint-Gilles-Croix-de-Vie, via Sainte-Pazanne ;
- Ligne T1 : Nantes ↔ Châteaubriant, via Nort-sur-Erdre ;
- Ligne T2 : Nantes ↔ Clisson, via Vertou.